# Berenburg

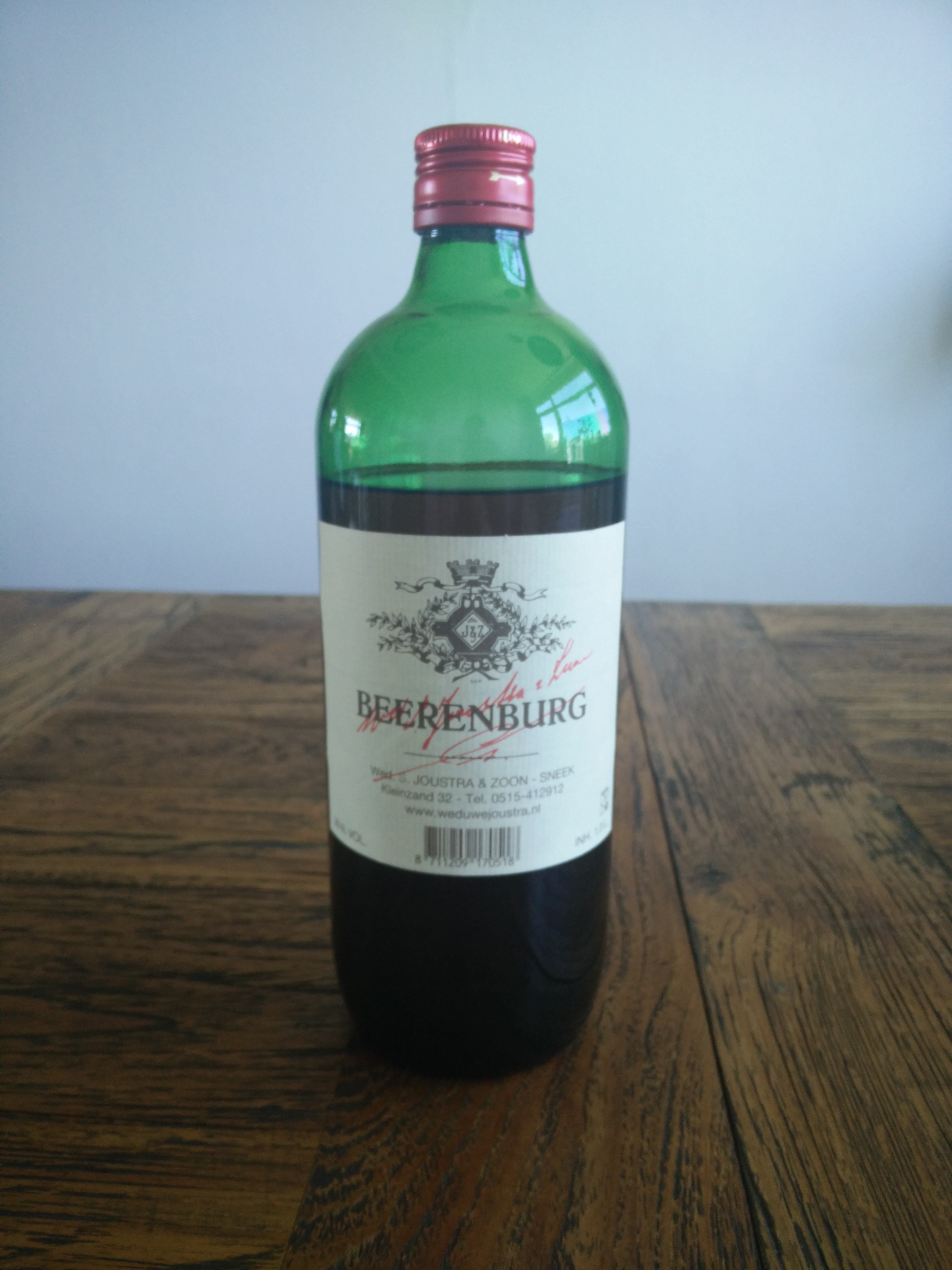
Weduwe Joustra Beerenburg

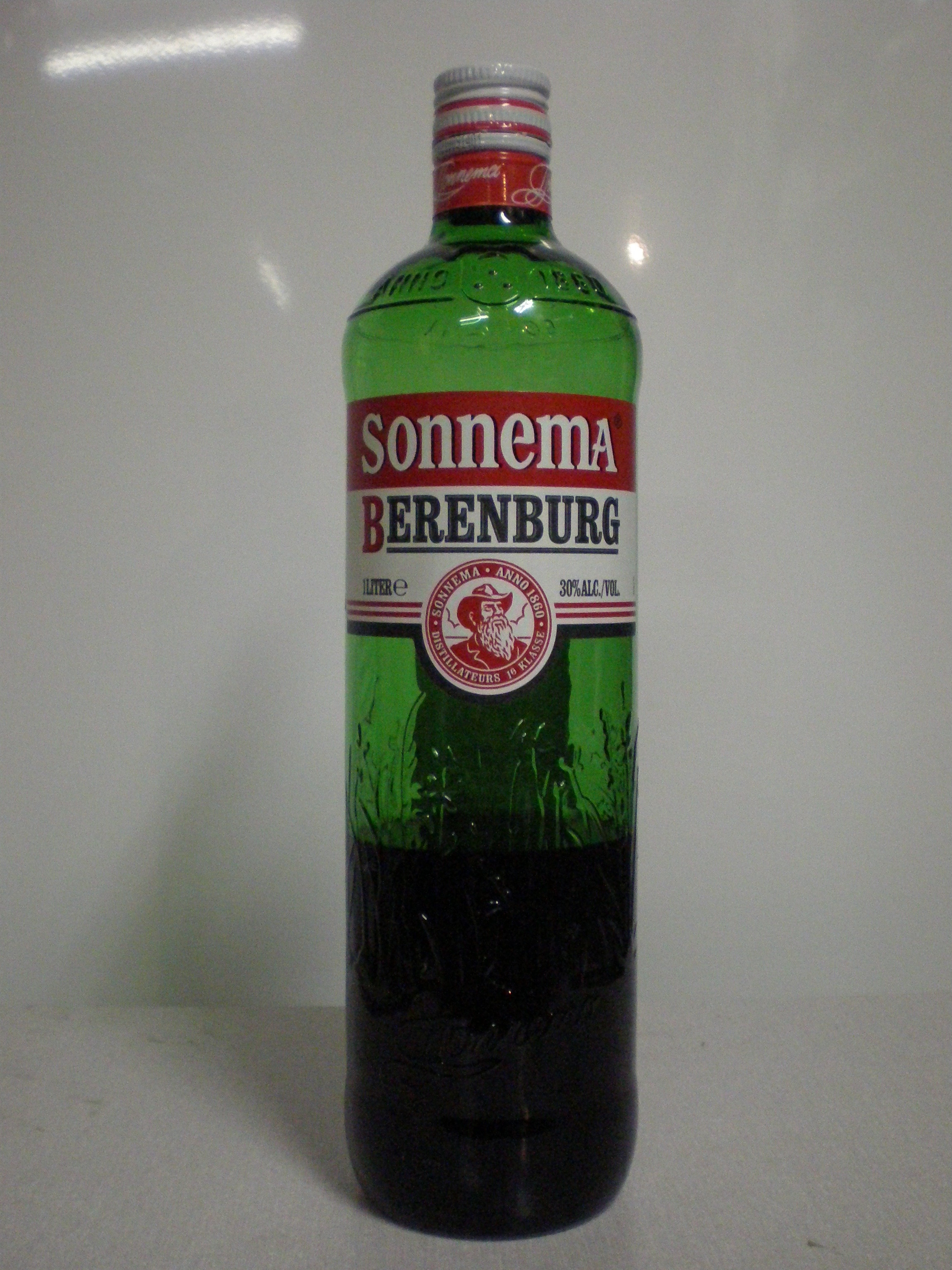
Sonnema Berenburg

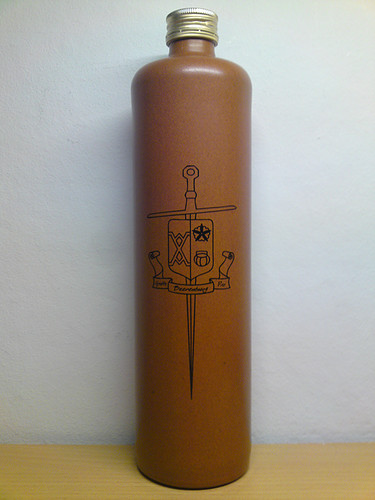
Grutte Pier Berenburg

Be(e)renburg is een op kruiden getrokken Nederlandse (Friese) gedestilleerde drank met een alcoholpercentage van rond de 30%.

## Berenburg
Als de kruiden getrokken worden op basis van jenever spreekt men van berenburg. Worden de kruiden echter getrokken op brandewijn, dan is het een kruidenbitter of kruidenlikeur.

## Beerenburg
De oorspronkelijke Beerenburg (twee e's in de eerste lettergreep) werd in de zeventiende eeuw gemaakt door jeneverstokers die een geheim kruidenmengsel van de kruidenhandelaar Hendrik Beerenburg gebruikten. Deze had een winkel gevestigd aan de Amsterdamse Stromarkt vlak bij de Haarlemmersluis. Deze kruidenpakketjes waren populair onder schippers, die een heilzame werking toedichtten aan het met jenever gebrouwen drankje. Meerdere apothekers gingen naar aanleiding daarvan hun eigen kruidenbrouwsel maken.
Mogelijk werden enkele tientallen verschillende kruiden gebruikt voor het drankje. Genoemd worden kalmoes, duizendguldenkruid, zoethout, sandelhout, gentiaanwortel, laurierblad en jeneverbes. Al snel ontstonden er plaatselijke varianten op Beerenburg, die deze naam echter niet mochten gebruiken. Vandaar dat er diverse spellingvariaties op de naam Beerenburg zijn ontstaan, zoals Berenburg en Berenburger. De stokerij Weduwe Joustra, die actief is sinds 1864, zegt het alleenrecht op de naam Beerenburg te hebben. Ze hebben dit gekregen van de nazaten van Hendrik Beerenburg.

## Populariteit
Niettegenstaande de Amsterdamse herkomst van berenburg, werd de drank vooral in Friesland en in veel mindere mate in Groningen en Drenthe populair. Een Friese specialiteit met berenburg is Dokkumer koffie. In de vissersdorpen Spakenburg, Urk en Volendam wordt de kruidendrank vooral door jongvolwassenen gedronken.

## Merken
- Bokma Friesche Beerenburg
- Boalsert KP Beerenburg - vroeger bekend als Plantinga Beerenburg
- Boomsma Beerenburger
- Brons Beerenburg (geproduceerd door Boomsma)
- Hooghoudt Kalmoes Beerenburg
- Jansen & Wouterlood
- Meekma Beerenburg
- Oenema Fryske Bearenburch
- Schermer Beerenburg
- Sonnema Berenburg
- Viermaster
- Weduwe Joustra